# هنري ليرمان
هنري ليرمان (بالإنجليزية:Henry Lehrman) (مواليد 30 مارس 1886 - وفيات 7 نوفمبر 1946 ). ممثل ومخرج وكاتب سيناريو ومنتج أمريكي .

## روابط خارجية
- هنري ليرمان على موقع IMDb (الإنجليزية)
- هنري ليرمان على موقع ألو سيني (الفرنسية)
- هنري ليرمان على موقع أول موفي (الإنجليزية)
- هنري ليرمان على موقع قاعدة بيانات الأفلام السويدية (السويدية)
- هنري ليرمان على موقع قاعدة بيانات الفيلم (الإنجليزية)
- هنري ليرمان على موقع كينوبويسك (الروسية)